# خوسيه ألفريدو رودريغيس
خوسيه ألفريدو رودريغيس (بالإسبانية: José Alfredo Rodríguez)‏ مواليد 26 سبتمبر 1989 في ولاية سينالوا، المكسيك، هو ملاكم محترف مكسيكي يصنف ضمن فئة وزن الذبابة. حقق بطولة رابطة الملاكمة العالمية.

## إحصائيات
خاض خلال مسيرته 33 نزالا، فاز في 29 ولم يتعادل وخسر في 4. فاز بالضربة القاضية في 18 نزالا.

## روابط خارجية
- خوسيه ألفريدو رودريغيس على موقع بوكس ريك (الإنجليزية) (registration required)